# День корови
День Корови (англ. Cow Days) — епізод 213 (№ 26) серіалу «South Park», прем'єра якого відбулася 30 вересня 1998 року.

## Сюжет
Сімейна пара Том і Мері перемагає в ігровому телешоу; призом стає поїздка на свято «День корови», що проходить в Саут-Парку. Вони вкрай засмучені цією обставиною; ярмарок, що проводиться в місті, а також убогі коров'ячі перегони виробляють на них тяжке враження. Проте, святу дуже радіють всі городяни. Стен, Кайл, Кенні і Картман гуляють по ярмарку і помічають атракціон, в якому, потрапивши м'ячем в рот картонній Дженніфер Лав Х'юїт, можна виграти ляльку Терренса і Філіпа з їхнім автографом. Однак, виграти не виходить, оскільки атракціон нечесний — м'ячі занадто великі. Поскаржившись поліцейському Барбреді, вони домагаються перемоги, але замість ляльок господар атракціону пропонує їм на вибір кишенькове дзеркальце Барбі або зубочистку Бона Джові, тому що для отримання ляльок потрібно перемогти сім разів, про що він заздалегідь говорити хлопцям не став.
Оскільки у хлопчиків більше немає грошей на гру, Кайл йде до матері й бере у неї 15 доларів; однак дорогою назад до тиру Картман витрачає майже все, беручи участь у всіх гротескно-безглуздих атракціонах що зустрічалися дорогою. Тоді Кайлу приходить в голову ідея заробити гроші на гру, відправивши Картмана на змагання в їзді на бику. Тренуючись перед змаганням на атракціоні та на справжньому, досить похилому бику Картман падає, сильно вдарившись головою, після чого починає уявляти себе В'єтнамською повією, на ім'я Мінг Лі. У такому вигляді він і виграє змагання, будучи прив'язаним до бика.
Поставлена в місті з нагоди свята статуя-годинник з великою коровою, мукаючи щогодини, привертає увагу справжніх міських корів. Вони викрадають її та починають їй поклонятися. За звинуваченням у викраденні годинника, корови садять в тюрму Тома і Мері, які й гинуть там без їжі. Виявляють їх лише після того, як стають відомі справжні викрадачі. Коли статую відбирають у корів і відвозять, всі корови кінчають життя самогубством, кидаючись з найближчого обриву в прірву.
Стен, Кайл і Кенні змінюють призові $5 тисяч на пару ляльок Терренса і Філіпа, але з'ясовується, що ляльки — підробки, що розвалюються на частини. Вони «офіційно оголошують» організатора атракціону шахраєм; в результаті до них приєднуються жителі міста, звинувачуючи в шахрайстві всіх організаторів ярмарку і б'ють їх мітлами, а хлопчикам дістаються всі ляльки.
В кінці серії коли пацани стоять на тротуарі й Картман розповідає їм свій сон — як він був в'єтнамською повією і його ляскав Леонардо Ді Капріо. Стен і Кайл сміються над ним і запевняють що це був лише сон. У цей момент повз них проїжджає в лімузині Леонардо Ді Капріо і дякує Картману за чудово проведений з ним час.

## Смерть Кенні
Коли Картман падає з бика і не ворушиться, Кенні кричить крізь парку: «О боже, ми вбили Картмана!», На що Кайл відповідає: «Ні, ми його не вбили, він дихає». Пізніше, на родео Кайл просить Кенні піти допомогти Картману злізти з розлюченого бика. Кенні після недовгого роздуму категорично відмовляється. У цей час бик пробиває загородження і насаджує Кенні на ріг. Стен і Кайл кричать: «О боже, вони вбили Кенні! — Ви гівнюхи! »

## Пародії
- Галюцинація Картмана про те, що він в'єтнамська повія, можливо є відсиланням до фільму Цельнометаллическая оболонка. Стенлі Кубрик — один з улюблених режисерів Трея Паркера, і в інших епізодах також зустрічаються відсилання до фільмів Кубрика.

## Факти
- У цьому епізоді з'являються інопланетяни: одного з них видно на задньому плані, коли Кайл просить Кенні віддати його талони на харчування, а другий видно крізь вікно лімузину Леонардо Ді Капріо.
- На карнавалі можна помітити намети, призами в яких служать ляльки схожі на Поллі-вертихвістку Еріка.
- Біг від корів — натяк на свята Сан-Фермін і Енсьєрро.